# Giuseppina Pizzigoni
Giuseppina Pizzigoni (Milán, 23 de marzo de 1870 – Saronno, 4 de agosto de 1947) es una pedagoga italiana.

## Biografía
La fundadora del Colegio Renovado en el barrio milanés de la Ghisolfa, nació en Milán el 23 de marzo de 1870, de padre profesor. Se diplomó como maestra, estudiando en los colegios elementales municipales de Milán, donde participó en el espíritu de rechazo a las formas de la pedagogía tradicional, verbal y memorística, y mostró una voluntad decidida de renovar la enseñanza y la vida escolar. En el otoño del 1909 realizó un viaje por Suiza y  Alsazia, para visitar los «colegios del bosque». Regresó decidida a promover una renovación profunda del colegio especialmente en orden al ambiente educativo. Estudiando los programas y planes escolares de las instituciones educativas de Inglaterra, Francia, Alemania, Suiza y Ámsterdam, se dio cuenta del vasto movimiento pedagógico y didáctico que se desarollaba en el mundo: del Colegio de Abbotsholme del Reddie en Inglaterra, las Casas de campaña de los Lietz en Alemania, el École des Roches en Francia, a las escuelas libres de Suiza.  Retomó entonces los libros y los textos de pedagogía, mal estudiados en las escuelas, para investigar confirmando las orientaciones doctrinales del método que estaba desarrollando (su método experimental); convencida de que «cuanto había ideado no se hacía en ningún otro país», se dedicó a buscar colaboradores y defensores para el desarrollo de este. El astrónomo Giovanni Celoria, el psiquiatra Zaccaria Treves, el neurólogo prof. Eugenio Medea y un grupo de industriales milaneses constituyeron así el primer comité para la organización del Colegio Renovado según el método experimental, que estuvo abierta a Milán como «experimento de diferenciación didactica» en el 1911, en un döcker anexo al viejo colegio de la Ghisolfa, con dos primeras clases, dirigidas por Pizzigoni y por su amiga amiga Maria Levi. Progresivamente se ampliaron  más clases hasta la VI, en la cual enseñó siempre la Pizzigoni; hasta que declarado constituida una Asociación para la difusión del método Pizzigoni, pasa a ser directora del mismo.
Murió pobre, en una institución asistencial en Milán en el año 1947.
El 28 de octubre de 1934 asiste a la inauguración del Colegio Elemental Aristide Gabelli de Belluno, construido según su método didáctico bajo la iniciativa de la dirección didáctica de Pierina Boranga, que había sido maestra diversos años en la Rinnovata de Milán.